# 小坂町 (瀬戸市)
小坂町（こさかちょう）は、愛知県瀬戸市本地連区の町名。丁番を持たない単独町名である。

## 地理
- 瀬戸市の南西端に位置する[8]。西を尾張旭市東本地ケ原町・晴丘町、北を尾張旭市下井町・井田町、東を西本地町、南を坂上町と隣接している[8]。
- 国道が東西に貫通し、北端を流れる矢田川との間には大手珪砂工場、国道沿いには大手製陶・タイル工場のほか、外食産業・自動車関連営業所が立地する[8]。

### 河川
- 矢田川[8] ： 町の北端、尾張旭市との境を西流している。
- 本地川（矢田川支流） ： 町の北東端、西本地町との町境を北流し、矢田川に注ぎ込んでいる。
- 愛知用水放水路[8] ： 町の中央部を北流し、矢田川に注ぎ込んでいる。

- 矢田川（小坂町・尾張旭市境）
- 本地川（小坂町・西本地町境）
- 矢田川と本地川の合流点
- 愛知用水放水路（小坂町内）

### 学区
市立小・中学校に通う場合、学区は以下の通りとなる。また、公立高等学校普通科に通う場合の学区は以下の通りとなる。
| 番・番地等 | 小学校               | 中学校             | 高等学校 |
| ---------- | -------------------- | ------------------ | -------- |
| 全域       | 瀬戸市立幡山西小学校 | 瀬戸市立幡山中学校 | 尾張学区 |

## 歴史

### 町名の由来
町名設定の際、旧本地村字小坂の字名を採って小坂町と名付けられたと推察される。なお、江戸時代の本地村絵図には大坂・小坂の地名や集落が描かれているので、小坂は自然地形に由来すると推察される。

### 沿革
- 1970年（昭和45年）4月15日 - 瀬戸市大字本地字小坂・坂上の各一部により、同市小坂町として成立[2]。

## 世帯数と人口
2024年（令和6年）10月1日現在の世帯数と人口は以下の通りである。
| 町丁   | 世帯数  | 人口  |
| ------ | ------- | ----- |
| 小坂町 | 116世帯 | 214人 |

### 人口の変遷
国勢調査による人口の推移
| 1995年（平成7年）  | 274人 | [ 12 ] |  |
| 2000年（平成12年） | 280人 | [ 13 ] |  |
| 2005年（平成17年） | 290人 | [ 14 ] |  |
| 2010年（平成22年） | 290人 | [ 15 ] |  |
| 2015年（平成27年） | 259人 | [ 16 ] |  |
| 2020年（令和2年）  | 244人 | [ 17 ] |  |

### 世帯数の変遷
国勢調査による世帯数の推移。
| 1995年（平成7年）  | 98世帯  | [ 12 ] |  |
| 2000年（平成12年） | 100世帯 | [ 13 ] |  |
| 2005年（平成17年） | 100世帯 | [ 14 ] |  |
| 2010年（平成22年） | 106世帯 | [ 15 ] |  |
| 2015年（平成27年） | 98世帯  | [ 16 ] |  |
| 2020年（令和2年）  | 118世帯 | [ 17 ] |  |

## 交通

### 鉄道
町内に鉄道は走っていない。最寄り駅は名鉄瀬戸線三郷駅になる。

### バス
名鉄バス「本地ヶ原線」
- 【35】名鉄バスセンター - 引山 - 四軒家 - 本地ヶ原 - 菱野団地 系統
- 【36】名鉄バスセンター - 引山 - 四軒家 - 本地ヶ原 - 瀬戸駅前 系統
- 【50】【51】【52】藤が丘 - 愛知医科大学病院 - 本地ヶ原 - 瀬戸駅前 系統

以上、5系統共通 ： 坂上バス停
- 坂上バス停

### 道路
- 国道363号 ： 町の中央部を東西に貫くように通っている。
- 愛知県道75号春日井長久手線 ： 町の東部から西進し、小坂町交差点から南進している[注釈 2]。

- 国道363号・愛知県道75号標識（小坂町交差点）

## 施設
- トーエネック瀬戸営業所 ： 中部電力グループの総合設備企業で[18]、愛知県内に25ある営業所のうちの1つ[19]。

- トーエネック瀬戸営業所

## その他

### 日本郵便
- 郵便番号 : 489-0978[6]（集配局：瀬戸郵便局[20]）。